# Jan-Marten Block
Jan-Marten Block (* 21. August 1995 in Niebüll) ist ein deutscher Rocksänger und Synchronsprecher. Er wurde 2021 mit dem Song Never Not Try Sieger der 18. Staffel der Castingshow Deutschland sucht den Superstar.

## Leben
Block wuchs in Süderlügum in der Nähe von Niebüll auf, begann seine musikalische Laufbahn zunächst in der Schule, bei privaten Feiern und in der Kirche. Danach trat er auch auf diversen Veranstaltungen auf. Er spielt Gitarre, Klavier, Schlagzeug und E-Bass.
2018 war er Teilnehmer der 4. Staffel der Castingshow X Factor und belegte den vierten Platz. 2021 nahm Block an der 18. Staffel von DSDS teil und kam ins Finale, wo er mit dem für ihn geschriebenen Song Never Not Try und einem Stimmanteil von 33,4 Prozent gewann. Er machte zu dieser Zeit eine Ausbildung zum Kaufmann im E-Commerce und lebte in Berlin.
Als Synchronsprecher sprach Jan-Marten Block unter anderem im Film Guardians of the Galaxy Vol. 3 die Figur Teefs. Diesem Beruf geht er seit 2023 nach.

## Diskografie
EPs
- 2022: All In

Singles
- 2018: Los
- 2021: Never Not Try
- 2021: Break Out
- 2021: Unendlich

## Synchronrollen (Auswahl)

### Filme
- 2023: Guardians of the Galaxy Vol. 3 – Asim Chaudhry als Teefs
- 2023: Spider-Man: Across the Spider-Verse – Jorma Taccone als Vulture
- 2023: Indiana Jones und das Rad des Schicksals – Olivier Richters als Hauke

### Serien
- 2023: The Equalizer – Waymon Arnette als G’Mo
- 2023: Doctor Who: 60th Anniversary Specials – Alexander Devrient als Colonel Ibrahim
- 2024: Ninjago: Aufstieg der Drachen – Deven Mack als Nokt